# Arnold von Keyserling
Pour les articles homonymes, voir Keyserling.
Arnold von Keyserling, né le 9 février 1922  à Friedrichsruh en Allemagne et mort le 7 septembre 2005 à Matrei am Brenner dans le Tirol, est un philosophe et un théologien allemand.
Fils du philosophe Hermann von Keyserling, il était également l'arrière-petit-fils du chancelier Otto von Bismarck.

## Publications
- Urstimmung des Gemüts. Verlag der Palme, Innsbruck 1951.
- Das Rosenkreuz. Verlag der Palme, Innsbruck 1956.
- Combinatorics. The Sciences of Reality. Birla Education Trust, Pilani 1958.
- A Synopsys of German Grammar. 1959.
- The German Intellectual Revolution. 1962.
- Der Wiener Denkstil. Mach, Carnap, Wittgenstein. Stiasny (Stiasny-Bücherei, Band 1006), Graz/Wien 1965.
- Die Metaphysik des ‚Uhrmachers‘ von Gustav Meyrink. Palme, Wien 1966.
- Neuauflage im Verlag Bruno Martin, Südergellersen 1988.
- Geschichte der Denkstile. Palme, Wien 1968.
- Klaviatur des Denkens. Palme, Wien 1971.
- Bewußtsein im Sog der Evolution. Palme, Wien 1972.
- Neuauflage als Der Körper ist nicht das Grab der Seele, sondern das Abenteuer des Bewusstseins. Im Waldgut, Wald 1982.
- Luzifers Erwachen. Die Entdeckung des zehnten Planeten. Palme, Wien 1972.
- Kritik der organischen Vernunft. Palme, Wien 1976.
- Weltgrammatik. Palme, Wien 1979.
- Kriterien der Offenbarung. Palme, Wien 1982.
- Neuauflage als Ars Magna. Kriterien der Offenbarung. Im Waldgut, Wald 1986.
- Vom Eigensinn zum Lebenssinn. Neue Wege der ganzheitlichen Pädagogik. Im Waldgut, Wald 1982.
- Magie der Chakras. Palme, Wien 1983.
- Das Erdheiligtum. Die Ur-Riten von Raum und Zeit. Im Waldgut, Wald 1983.
- Das Nichts im Etwas. Mystik der Wassermannzeit. Palme, Wien 1984.
- Alphysik. Palme, Wien 1985.
- Weisheit des Rades. Orphische Gnosis. Palme, Wien 1985.
- Durch Sinnlichkeit zum Sinn. Metaphysik der Sinne. Bruno Martin, Südergellersen 1986.
- Fülle der Zeit. Erläuterungen zu den Botschaften des Menschen im All. Palme, Wien 1986.
- Das große Werk der göttlichen Hände. Palme, Wien 1986.
- Gott · Zahl · Sprache · Wirklichkeit. Die kabbalistischen Grundmächte des Seins. Palme, Wien 1987.
- Wassermannzeit. Visionen der Hoffnung. Palme, Wien 1988.
- Naturwissenschaft gegen Esoterik. Diskussion mit Johann Götschl. Leuschner und Lubenski, Graz 1989.
- Weltbild des ganzheitlichen Lebens. Jugend und Volk, Wien 1990.
- Von der Schule der Weisheit zur Weisheit des Rades. Verlag der Österreichischen Staatsdruckerei, Wien 1990.
- Das magische Rad Zentralasiens. Schlüssel der Urreligion. Palme, Wien 1993.
- Die sechste Schule der Weisheit. Pädagogik für eine globale Gesellschaft. Palme, Wien 1994.
- Atlas des Rades. Numerologischer Schlüssel des analogen Denkens. Palme, Wien 1995.
- Stimme des All. Palme, Wien 1995.
- Urreligion Astrologie. Palme, Wien 1996.
- Der neue Name Gottes. Die Weltformel und ihre Analogien in der Wirklichkeit. Böhlau, Wien 2002  (ISBN 3-205-99340-3)